# جون بيك هوفمان
جون بيك هوفمان (بالإنجليزية: John Beck Hofmann)‏ هو مخرج أمريكي، ولد في 1969.

## وصلات خارجية
- جون بيك هوفمان على موقع IMDb (الإنجليزية)